# Бучје (Плетерница)
Бучје је насељено место у саставу града Плетернице, у западној Славонији, Република Хрватска.

## Историја
До нове територијалне организације налазило се у саставу бивше велике општине Славонска Пожега.

## Становништво
На попису становништва 2011. године, Бучје је имало 318 становника.

## Попис1991.
На попису становништва 1991. године, насељено место Бучје је имало 364 становника, следећег националног састава:
| Попис 1991.‍ | Попис 1991.‍ | Попис 1991.‍ | Попис 1991.‍ | Попис 1991.‍ |
| ----------- | ----------- | ----------- | ----------- | ----------- |
|             |             |             |             |             |
| Хрвати      | Хрвати      |             | 360         | 98,90%      |
| непознато   | непознато   |             | 4           | 1,09%       |
| укупно: 364 |             |             |             |             |